# Жарский, Иван Михайлович
Иван Михайлович Жарский (бел. Іван Міхайлавіч Жарскі; род. 7 июля 1944, Вербицы, БССР, СССР) — почётный ректор Белорусского государственного технологического университета, ректор (1986—2016), кандидат химических наук, профессор, заслуженный работник народного образования Республики Беларусь, почетный химик Республики Беларусь.

## Биография
Родился 7 июля 1944 г. в деревне Вербицы Новогрудского района Гродненской области. Выпускник Белорусского технологического института имени С. М. Кирова Архивная копия от 20 декабря 2013 на Wayback Machine (с 1993 г. — БГТУ). Работает в БГТУ с 1971 г.: аспирант, ассистент, доцент кафедры общей и неорганической химии (1971—1981), заведующий кафедрой химии, технологии электрохимических производств и материалов электронной техники (1981—2012), проректор по учебной работе (1981—1986), ректор университета (1986—2016)
Академик Международной академии технического образования, Академик Международной академии организационных и управленческих наук, вице-президент (академик) Международной экологической академии, член-корреспондент Международной академии высшей школы. Почётный доктор Санкт-Петербургского лесотехнического университета. Сопредседатель Координационного научно-методического совета учебно-методического объединения Республики Беларусь, председатель двух республиканских учебно-методических объединений — по химико-технологическому образованию и образованию в отрасли природопользования и лесного хозяйства.

## Научные интересы
Научный руководитель подпрограммы «Гальванические технологии и оборудование» ГПНИ «Механика, техническая диагностика, металлургия». Результаты научно-исследовательских разработок профессора И. М. Жарского в области химической науки, энергосберегающих технологий, технологии электрохимических производств и материалов электронной техники внедрены в промышленность, опубликованы более чем в 450 научных работах (в том числе двух монографиях), подтверждены 70 патентами и авторскими свидетельствами на изобретения. Под его руководством защищено 15 кандидатских диссертаций. Автор более 30 учебных пособий с грифом Министерства образования и УМО по химико-технологическому образованию, один из авторов первого в стране на белорусском языке учебника по химии для высшей школы «Основы общей химии». Ведущий разработчик государственных образовательных стандартов (первых и нового поколения) Республики Беларусь «Высшее образование» по всем специальностям учреждений высшего образования Республики Беларусь.
И. М. Жарский является главным редактором научного журнала «Труды БГТУ», членом редколлегий журналов «Гальванотехника и обработка поверхности», «Природные ресурсы», «Моkslo ir tecnicos raida. Evolution of Science and Technology» (ТУ, Вильнюс), членом научно-программного совета журнала «Euro Ekspert» (Белостокский ТУ, Польша).

## Деятельность в качестве ректора
По личной инициативе и при непосредственном участии И. М. Жарского в 2013—2014 годах в университете были открыты 8 новых приоритетных для республики специальностей и специализаций и создан новый, одиннадцатый факультет — факультет информационных технологий. В 2013 г. к университету присоединены 5 профильных колледжей в качестве обособленных подразделений. Из 37 научных отраслевых, научно-исследовательских лабораторий и центров, входящих в состав университета, 14 созданы за последние два года. В 2013—2014 гг. созданы 17 филиалов кафедр БГТУ.
За последние 3 года в БГТУ получено 230 патентов, опубликовано около 7000 научных работ. Ежегодно учёными университета выполняется более 400 НИР. В рамках хозяйственных договоров, направленных на решение прикладных проблем, университет сотрудничает с более чем 100 предприятиями и организациями страны. В 2010 г. за достижения в подготовке профессионально компетентных кадров и результаты научных исследований университет награждён Почётным государственным знаменем Республики Беларусь.
Большое внимание уделяется материально-техническому обеспечению деятельности университета. Лаборатории БГТУ оснащены уникальным оборудованием, высокий уровень имеют компьютерная и электронная базы университета, что позволяет проводить научные исследования в соответствии с мировыми стандартами. Создан современный центр издательско-полиграфических и информационных технологий. Полностью реконструированы учебная, научно-техническая и производственная базы Негорельского учебно-опытного лесхоза. Успешно развивается и укрепляется современная инфраструктура соцкультбыта университета. В последние годы за счет внебюджетных средств построен интернат в лесхозе, стадион университета с футбольным полем, беговыми дорожками и площадками для игр с современным искусственным покрытием и многофункциональный спорткомплекс.
В 2005 году Министерством образования Республики Беларусь университету присвоен статус ведущего в стране высшего учебного заведения в лесной, химической и полиграфической отраслях, а в 2007 г. решением Совета глав правительств Содружества Независимых Государств — статус базовой организации СНГ по образованию в области лесного хозяйства и лесной промышленности.
В 2009 году под руководством И. М. Жарского БГТУ первым среди белорусских университетов внедрил систему менеджмента качества в образовании. Получены национальный и международный сертификаты соответствия стандартам системы менеджмента качества. За достижения в области качества в 2010 г. университет получил Премию Правительства Республики Беларусь.

## Награды и звания
Неоднократно представлялся к наградам крупнейших отечественных и зарубежных учебных, научных и деловых центров в знак при-знания выдающегося личного вклада в интеллектуальное развитие общества и социально-направленную позицию, высокого качества и конкурентоспособности предлагаемых университетом образовательных услуг и научных разработок. Представлен в международных справочниках «Кто есть кто» (Американский биографический университет), «2000 выдающихся академиков 21 столетия» (Кембридж, Великобритания). Имеет международные награды: «Награда имени Сократа», «Европейское качество», «Объединенная Европа» (Оксфорд, Великобритания), «Золотой Ягуар» (Международная программа «Лидеры XXI века»), почетные титулы «Человек года» (США), «Имя в науке» (Европейская ассамблея бизнеса), почетный профессор Между-народного университета г. Вены (Оксфорд, Великобритания) и др.
За высокие достижения в развитии высшего образования, науки и техники имеет правительственные награды, среди них медаль «Двадцать лет Победы в Великой Отечественной войне 1941—1945 гг.», юбилейная медаль «65 лет освобождения Республики Беларусь от немецко-фашистских захватчиков», Грамота Верховного Совета Белорусской ССР, Почётная грамота Национального Собрания Республики Беларусь, Почётная грамота Совета Министров Республики Беларусь, Орден Почёта (2001), Орден Отечества III степени и др.
Имя И. М. Жарского занесено в Книгу Славы Новогрудского района (2010).